# Ignacio Sala
Ignacio Sala Garrigó (1686-1754) fue un ingeniero y militar español, con una dilatada carrera en la construcción militar durante la primera mitad del siglo  XVIII. Puso también de manifiesto su conocimiento en el campo de la ingeniería con una serie de publicaciones científicas relevantes. Fue gobernador y comandante general de Cartagena de Indias, con el grado de teniente general y mariscal de Campo, con la encomienda de supervisar las fortificaciones dañadas en el sitio de la ciudad de 1741.

## Carrera
Su padres eran Andreu Sala y Francesca Garrigó. Inició su carrera militar en Cataluña durante la Guerra de sucesión española, como ingeniero voluntario. Con la creación del Real Cuerpo de Ingenieros, por Real decreto de Felipe V expedido en Zaragoza el 17 de abril de 1711, se integró en él como ingeniero en segundo con el grado de capitán, a las órdenes del Jorge Próspero de Verboom, que había sido el promotor de la creación de este nuevo Real Cuerpo.
Fue destinado por primera vez a Cádiz en 1717 como como ingeniero en segundo. Posteriormente, fue enviado de forma sucesiva a Zaragoza, Pamplona y Guipúzcoa. En 1718, fue ascendido al cargo de ingeniero en jefe con grado de teniente coronel.
En 1722, pasó a Cádiz como ingeniero jefe, donde realizó el primer proyecto del Real Arsenal de La Carraca y realizó la planimetría de las fortificaciones de la plaza de Cádiz y la bahía, con un proyecto  de defensa: Plano y perfiles de parte de la ciudad y Frente de Tierra de la plaza de Cádiz.
Durante su destino en Cádiz, en 1725, se desplazó a Sevilla con el ingeniero general de Verboom para el proyecto de ubicación de la futura Real Fábrica de Tabacos de esta ciudad. En 1728, presentó los planos y presupuesto de esta obra. Sala realizó la parte inicial de la obra que comprendió el abovedamiento del arroyo Tagarete y los cimientos del edificio. Fue sustituido en 1731 por Diego Bordick Deverez, con una profunda modificación del proyecto inicial.
Fue promovido a brigadier de Ingenieros y nombrado director de las fortificaciones de Andalucía en 1728, continuando como ingeniero director de las obras de fortificación de Cádiz. Permaneció destinado en Cádiz realizando multitud de proyecto en el ámbito territorial de su destino, hasta su traslado a América.
En 1748 fue ascendido a teniente general y mariscal de campo y destinado como gobernador y comandante general de la plaza y provincia de Cartagena de Indias. Su nombramiento respondía a la necesidad de reestructurar el recinto amurallado de la ciudad que había sido afectado por el fracasado ataque inglés a la ciudad de 1741. En Cartagena, mantuvo disputas técnicas con el también ingeniero militar Juan Bautista Mac-Evan sobre la estrategia defensiva del paso de Bocachica en el puerto de la población, que le llevarían a pedir su relevo de la ciudad colombiana en 1753 para marchar rumbo a Panamá hasta volver definitivamente a la península ibérica en 1754, donde falleció.

## Publicaciones
- Traducción del francés del Tratado de la defensa de las plazas de Vauban, con reflexiones y adiciones de Sala.